# Gyula Gyenes
Gyula Gyenes (* 20. Februar 1911 in Budapest; † 26. Juni 1988 ebd.) war ein ungarischer Sprinter.
1934 gewann er bei den Europameisterschaften in Turin mit der ungarischen Mannschaft Silber in der 4-mal-100-Meter-Staffel.
Bei den Olympischen Spielen 1936 in Berlin erreichte er über 100 Meter und 200 Meter das Viertelfinale. In der 4-mal-100-Meter-Staffel schied er im Vorlauf aus.
1938 wurde er bei den Europameisterschaften in Paris Fünfter über 200 Meter und Sechster in der 4-mal-400-Meter-Staffel. Über 100 Meter schied er im Halbfinale und in der 4-mal-100-Meter-Staffel in der Vorrunde aus.

## Persönliche Bestzeiten
- 100 m: 10,4 s, 8. August 1937, Budapest
- 200 m: 21,5 s, 1938